# Sumber Waru (Waru)
Sumber Waru is een bestuurslaag in het regentschap Pamekasan van de provincie Oost-Java, Indonesië. Sumber Waru telt 5424 inwoners (volkstelling 2010).